# Hiba Abouk
Hiba Aboukhris Benslimane, (Madrid, 30 de octubre de 1986) más conocida como Hiba Abouk, es una actriz hispano-tunecina

## Biografía

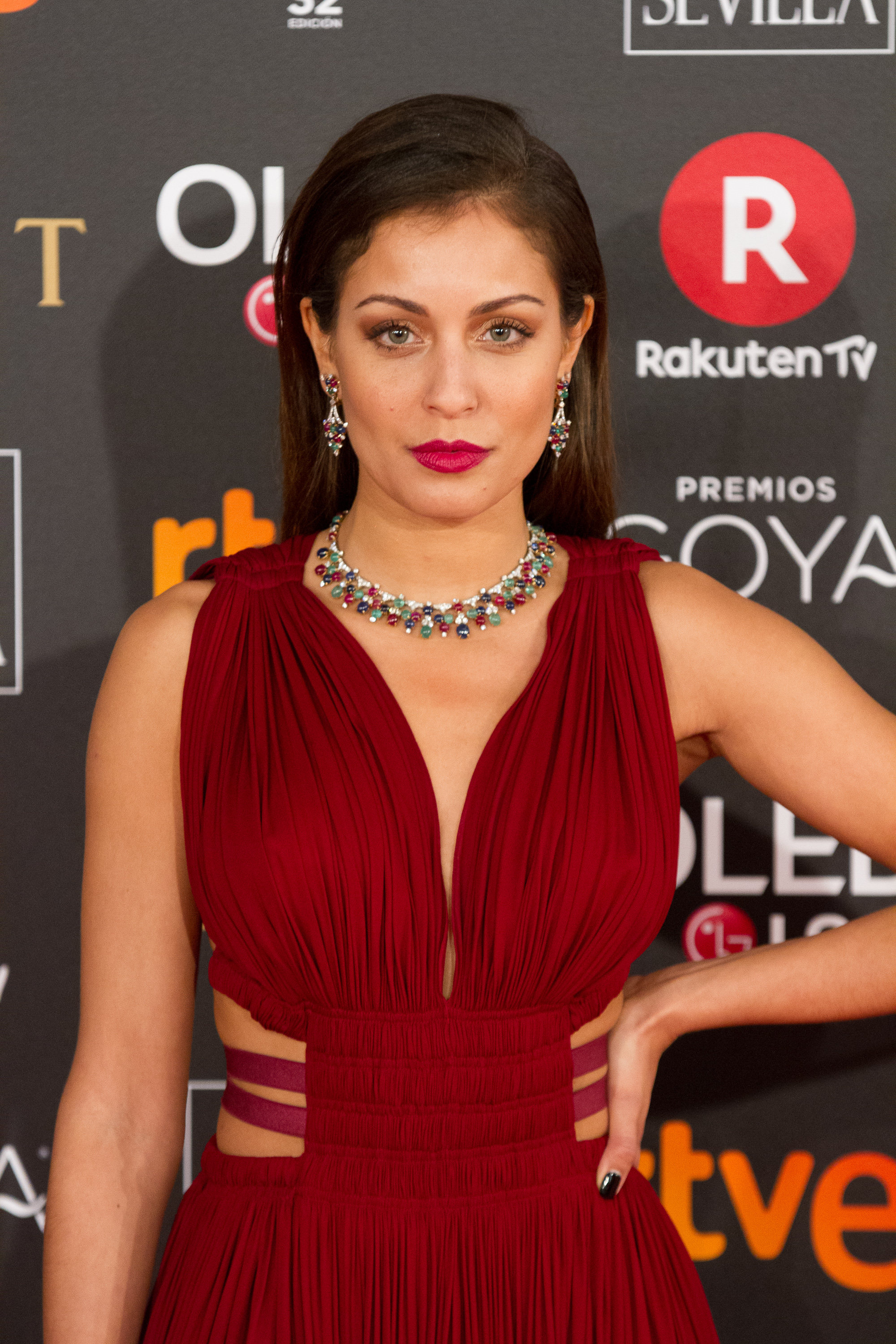
Hiba Abouk en los Premios Goya 2018

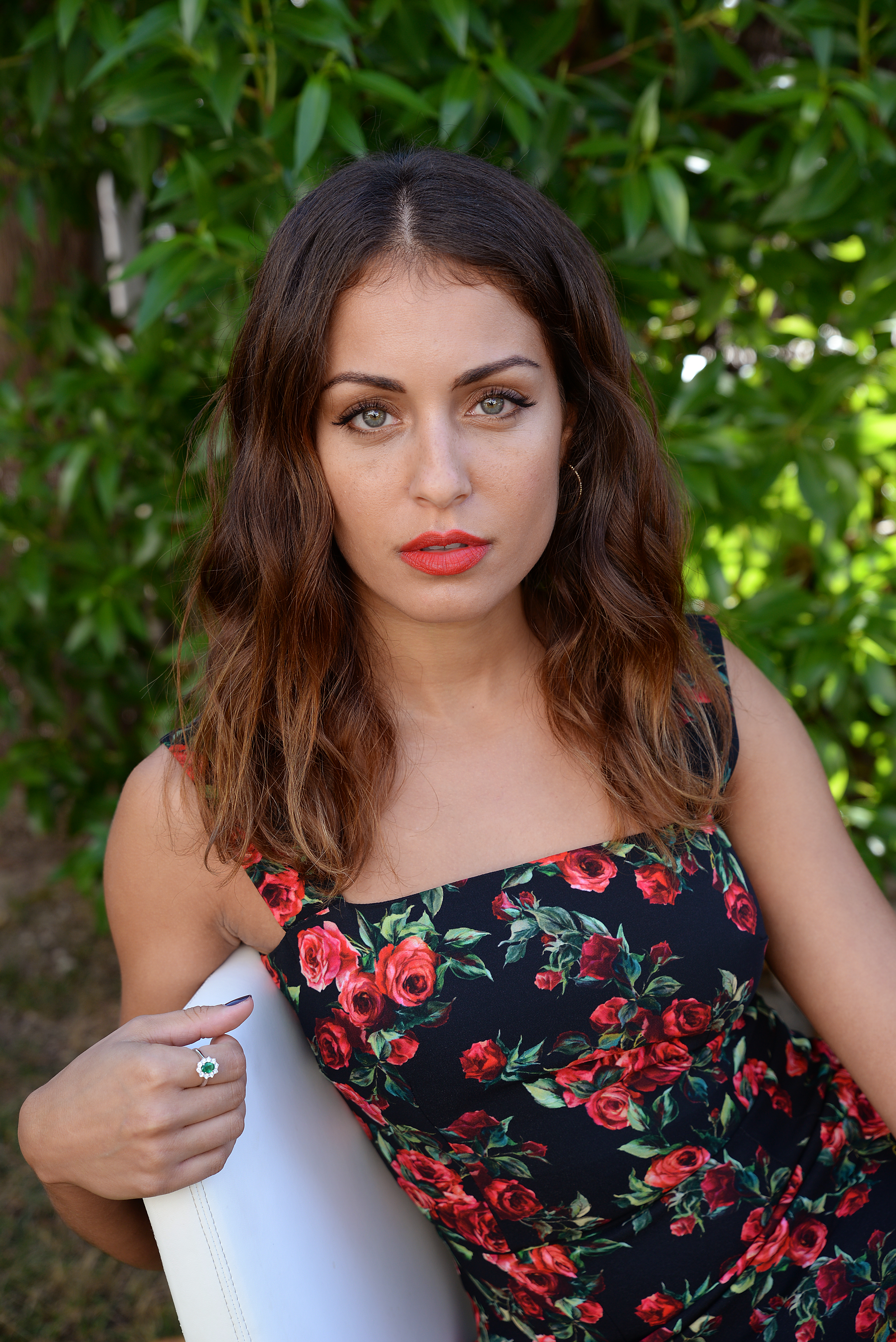
Hiba Abouk en el Festival de Sitges de 2017

Nació en Madrid siendo la menor de cuatro hermanos. Sus padres se habían instalado poco antes en España tras emigrar desde Túnez. Fue educada en la cultura musulmana. Le apasiona el flamenco. Estudió en el Liceo Francés de Madrid hasta los 18 años. Posteriormente estudió Filología Árabe y se licenció en Arte Dramático por la RESAD. Además de español y árabe habla francés, inglés e italiano.
Tras una aparición menor en un capítulo de El síndrome de Ulises en 2008, acreditada como Hiba Hadoukis, su carrera como actriz empezó realmente en 2010, en La isla de los nominados, una serie emitida por Cuatro. Le siguió, en 2011, un papel episódico en la adaptación española de Cheers y su papel de Guadalupe en El corazón del océano que, sin embargo, no se emitió hasta 2014. En 2012 entró a formar parte del reparto habitual de la serie de Antena 3 Con el culo al aire, en la cual participó en las dos primeras temporadas. En febrero de 2014 debutó en El Príncipe, serie emitida por Telecinco con audiencias habitualmente superiores a cinco millones de telespectadores y en la cual tuvo su primer papel protagonista interpretando a Fátima.

## Vida privada
Fue esposa del futbolista hispano-marroquí Achraf Hakimi, jugador del París Saint Germain F.C en la Ligue 1 francesa y en la selección de Marruecos desde 2018, con quien tuvo un hijo, de nombre Amín, el 11 de febrero de 2020. El 14 de octubre del 2021, anunció en una fotografía que estaba embarazada de su segundo hijo. El 12 de febrero de 2022, tan solo un día después de la celebración del segundo cumpleaños de Amín, nacía su segundo hijo.
Tras cinco años de relación con el futbolista y una boda en secreto en verano de 2020, la actriz anunció el 27 de marzo de 2023 mediante un comunicado en sus redes sociales, su divorcio con Achraf Hakimi tras ser acusado este de una violación en su casa de París.
Entre 2024 y 2025 mantuvo una breve relación con el empresario Antonio Revilla.

## Filmografía

### Televisión
| Año       | Título                   | Personaje              | Notas        |
| --------- | ------------------------ | ---------------------- | ------------ |
| 2008      | El Síndrome de Ulises    | Hiba                   | 1 episodio   |
| 2010      | La isla de los nominados | Eva Lys                | 11 episodios |
| 2011      | Cheers                   | Ágata                  | 1 episodio   |
| 2012–2013 | Con el culo al aire      | Candela Prieto Soriano | 26 episodios |
| 2014      | El corazón del océano    | Guadalupe              | 6 episodios  |
| 2014–2016 | El Príncipe              | Fátima Ben Barek       | 31 episodios |
| 2021      | Madres. Amor y vida      | Raquel Gutiérrez       | 8 episodios  |
| 2021      | J'ai tué mon mari        | Laure                  | 6 episodios  |
| 2024      | Eva & Nicole             | Eva Faruk              | 8 episodios  |

### Cine
| Año  | Título                | Personaje | Notas        |
| ---- | --------------------- | --------- | ------------ |
| 2012 | Pegada a tu almohada  | Marisa    |              |
| 2014 | Historias de Lavapiés | Rachida   |              |
| 2014 | Terre brulée          | Hiba      | Cortometraje |
| 2017 | Proyecto tiempo       | Alba      |              |
| 2019 | Malek                 | Shoreh    |              |
| 2020 | Caribe: todo incluído | Alicia    |              |
| 2021 | Manos libres          | Laura     | Cortometraje |

## Premios
| Año  | Categoría                  | Película / Serie | Resultado |
| ---- | -------------------------- | ---------------- | --------- |
| 2014 | Mejor actriz de televisión | El Príncipe      | Nominada  |